# 본테복
본테복(bontebok, 학명: Damaliscus pygargus)은 우제목/경우제목 소과에 속하는 영양의 일종이다. 남아프리카공화국과 레소토에서 발견된다. 핀보스 지역의 자연 서식지와 웨스턴케이프 주에서 서식하는 멸종 위기종 본테복(Damaliscus pygargus pygarus)와 하이펠트에서 서식하는 블레스복(blesbok, 학명: Damaliscus pygargus phillipsi)의 2종의 아종을 포함하고 있다.
국내에선 서울대공원에서 해당 종의 아종인 블레스복을 몇 마리 사육했으나, 2014년에 마지막 개체가 폐사하여 지금은 국내에서 사육되지 않는다.